# Айван Геттінг
А́йван Алекса́ндер Ге́ттінг (англ. Ivan Alexander Getting; 18 січня 1912 — 11 жовтня 2003) — американський фізик та інженер-електрик, який (разом з Роджером Л. Істоном та Бредфордом Паркінсоном) стояв біля витоків розробки Глобальної системи позиціонування (GPS). Він був співкерівником (разом з Луї Ріденуром) дослідницької групи, яка розробила автоматичну систему керування зенітним вогнем із відстежуванням цілі у мікрохвильовому діапазоні SCR-584, що дозволила зенітним гарматам M9 з функцією автоматичного керування наприкінці Другої світової війни знищувати значний відсоток німецьких літаючих бомб Фау-1, запущених на Лондон.

## Життєпис
Геттінг народився 18 січня 1912 року в Нью-Йорку в родині словацьких іммігрантів з Битчі, (Словаччина), і виріс у Піттсбурзі, (штат Пенсільванія). Він навчався в Массачусетському технологічному інституті (MIT) як едісонівський стипендіат (бакалавр фізики, 1933); та в Мертон-коледжі в Оксфорді як стипендіат Родса (доктор філософії, 1935) в галузі астрофізики.
Він працював у 1935–1940-х молодшим науковим співробітником у Гарвардському університеті над ядерними приладами та космічними променями а з 1940 до 1950 обіймав посаду завідувача Відділу управління вогнем та армійського радіолокаційного обладнання в Радіаційній лабораторії Массачусетського технологічного інституту (доцент 1945; професор 1946). Під час Другої світової війни він був спеціальним консультантом військового міністра Генрі Л. Стімсона з питань використання радарів армією. Він також був керівником Відділу управління вогнем ВМС Управління наукових досліджень і розробок, членом Об'єднаного комітету начальників штабів з прожекторів та управління вогнем, а також, керівником радіолокаційної групи Ради досліджень і розробок Міністерства оборони.
У 1950 році, під час Корейської війни, Геттінг став помічником з планування розвитку, заступником начальника штабу ВПС США; а в 1951 році — віце-президентом з інженерії та досліджень в корпорації Raytheon (1951—1960). Працюючи в Raytheon, Геттінг також входив до Комітету з питань підводних бойових дій Національної ради досліджень.
У 1960 році він став президентом-засновником Аерокосмічної корпорації (1960—1977). Корпорація було створено на прохання секретаря ВПС як некомерційну організацію для застосування «всіх ресурсів сучасної науки і техніки до проблеми використання тих передових досягнень у балістичних ракетах і космічних системах, які є основою національної безпеки». Геттінг був одним із засновників Науково-консультативної групи ВПС (пізніше перейменованої на Науково-консультативну раду) та головою її групи з електроніки. Геттінг вийшов у відставку з Аерокосмічної корпорації в 1977 році.
У 1978 році він обіймав посаду президента Інституту інженерів з електротехніки та електроніки. Він також входив до ради директорів корпорації Northrop та Ради опікунів Інституту екологічних досліджень Мічигану (ERIM).
Айван Геттінг помер 11 жовтня 2003 року в Коронадо (Каліфорнія), у віці 91 року.

## Основні досягнення
Працюючи в радіаційній лабораторії Массачусетського технологічного інституту, група Геттінга розробила перший автоматичний мікрохвильовий радіолокаційний пристрій керування вогнем SCR-584. Ця система, у поєднанні із безконтактним детонатором, суттєва запобігла руйнації Лондона літаючими бомбами Фау-1 (також відомими як «doodlebugs» або «buzz bombs»), що запускались німецькими військами з червня 1944 року, дозволяючи точному зенітному вогню знищувати ракети. 28 серпня 1944 року, в останній день, коли значна кількість V-1 була запущена по Лондону, зі 104 випущених, 68 були знищені артилерією, 16 іншими засобами, а 16 розбилися самі.
Геттінг був одним із перших розробників і прихильників супутникових навігаційних систем, що призвело до розробки та розгортання Глобальної системи позиціонування (GPS). Працюючи в Raytheon, він керував розробкою першої тривимірної системи визначення місцезнаходження за різницею в часі надходження радіосигналу, що створювалсь на вимогу ВПС для системи наведення, яка мала б використовуватися із запропонованою міжконтинентальною балістичною ракетою (МБР) та забезпечувала б мобільність завдяки руху залізницями. Працюючи в Аерокосмічній корпорації, він керував дослідженнями щодо використання супутників як основи навігаційної системи для транспортних засобів, що швидко рухаються у трьох вимірах. Окрім технічного внеску в GPS, Геттінг був палким прихильником проєкту, незважаючи на опір з боку Пентагону на початкових стадіях розробки.
Він також брав участь у розробці першої високошвидкісної схеми тригера в Гарварді. Він також залучався до розробки для ВМС системи управління зенітним вогнем GFCS MK-56, а також до розробки та створення синхротрона на 350 МеВ у Радіаційній лабораторії Массачусетського технологічного інституту. Він також був учасником проєктів ракетних систем Sparrow III та Hawk, а також комерційного виробництва транзисторів у Raytheon.
Як консультант уряду США забезпечив: впровадження Системи швидкого реагування для електронних контрзаходів; створення Штабу Верховного головнокомандувача ОЗС НАТО в Європі в Гаазі; розгортання американської системи протиповітряної оборони під назвою «Напівавтоматична радіолокаційна система наземного середовища» (англ. Semi-Automatic Ground Environment radar system, SAGE); керівництво дослідженнями щодо базування ракет MX та бойових літаків дальньої дії; технічний аналіз та проєктування надзвукового бомбардувальника дальньої дії, здатного досягти колишнього Радянського Союзу та повернутися без дозаправки (заслуга Геттінга полягає у відновленні фінансування бомбардувальника B-1 Конгресом США).
Як член Комітету з питань підводних бойових дій Національної дослідницької ради: заступник директора проекту Nobska, що спонсорується ВМС США та стосується зброї для підводних човнів; рекомендував твердопаливну балістичну ракету середньої дальності на підводному базуванні, яка лягла в основу ракети Polaris.
В Аерокосмічній корпорації: планування нових систем балістичних ракет; нагляд за системами космічних запусків; розробка потужних хімічних лазерів; внесок у космічні системи запусків в рамках програм Mercury та Gemini.

## Головні нагороди та визнання
- Член Американського фізичного товариства (1941)[7]
- Медаль «За заслуги», вручена Президентом Сполучених Штатів (1948)
- Нагорода за розвиток військово-морського озброєння
- Нагорода ВПС за виняткові заслуги (1960)
- Нагорода IEEE «Піонер аерокосмічних та електронних систем» (1975)
- Премія Кітті Гок (1975)
- Медаль засновників IEEE (1989)
- Медаль Міністерства оборони за видатну державну службу[en] (1997)
- Медаль Джона Фріца (1998)
- Зала слави піонерів космічної та ракетної галузі ВПС на авіабазі Петерсон у Колорадо-Спрінгс
- Міжнародна зала аерокосмічної слави[en] Аерокосмічного музею Сан-Дієго[en] (2002)
- Нагорода ВМС за видатну державну службу[en] (1999)
- Премія Національної інженерної академії імені Чарльза Старка Дрейпера (спільно з Бредфордом Паркінсоном, 2003)
- Національна зала слави винахідників (посмертно, 2004)[8].

У 2011 році він посів 10-е місце у списку MIT150 найкращих авторів інновацій, винаходів та ідей, пов'язаних з MIT.